# Mistrzostwa Ameryki Południowej w Zapasach 2016
XIII Mistrzostwa rozegrano w dniach 16-19 listopada 2016 w kolumbijskim mieście Cartagena de Indias.

## Tabela medalowa
| Miejsce | Kraj      | Złoto | Srebro | Brąz | Razem |
| 1.      | Kolumbia  | 11    | 6      | 2    | 19    |
| 2.      | Peru      | 4     | 4      | 3    | 11    |
| 3.      | Argentyna | 3     | 3      | 2    | 8     |
| 4.      | Wenezuela | 3     | 2      | 1    | 6     |
| 5.      | Brazylia  | 0     | 5      | 2    | 7     |
| 6.      | Chile     | 0     | 1      | 7    | 8     |
| Razem   | Razem     | 21    | 21     | 17   | 59    |

## Wyniki

### W stylu klasycznym
| Waga   | złoty             | srebrny          | brązowy                    |
| ------ | ----------------- | ---------------- | -------------------------- |
| 59 kg  | José Magallanes   | Dicther Toro     | Cristóbal Torres           |
| 66 kg  | Jaír Cuero Muñoz  | Mario Molina     | Diego Moreno               |
| 71 kg  | Orlando Acevedo   | Nilton Soto      | ----                       |
| 75 kg  | Carlos Valor      | Roni Keith Sosa  | Matías Cabezas             |
| 80 kg  | Carlos Muñoz      | ----             | ----                       |
| 85 kg  | Cristian Mosquera | Ricardo Cárdenas | Ronisson Brandão           |
| 98 kg  | Óscar Loango      | Carlos García    | ----                       |
| 130 kg | Luciano Del Río   | Gilberto Pérez   | Alvaro Arancibia Gutiérrez |

### W stylu wolnym
| Waga   | złoty              | srebrny                            | brązowy         |
| ------ | ------------------ | ---------------------------------- | --------------- |
| 57 kg  | Emir Hernández     | Filipe Estevez                     | Yerson Henao    |
| 61 kg  | Agustín Destribats | Úber Cuero Muñoz                   | Jesús Vivas     |
| 65 kg  | Sixto Aucapiña     | Wilfredo Rodríguez                 | Arbey Alarcón   |
| 70 kg  | Hernán Guzmán Ipuz | Lincoln Messias Moreira Dos Santos | Abrahán Llontop |
| 74 kg  | Juan Sánchez       | José Ambrocio                      | Jorge Llano     |
| 86 kg  | Luigi Chacin       | Rosalío Medrano                    | Merużan Nikojan |
| 97 kg  | Ricardo Báez       | Víctor Saa                         | Ronald Valverde |
| 125 kg | Jarlis Mosquera    | Catriel Muriel                     | ----            |

### W stylu wolnym kobiet
| Waga  | złoty             | srebrny                 | brązowy               |
| ----- | ----------------- | ----------------------- | --------------------- |
| 48 kg | Nayelis Gutiérrez | Evelin Sosa             | Monet Velencia        |
| 53 kg | Thalía Mallqui    | Adrianny Castillo       | Maryuri Valencia      |
| 55 kg | Andrea González   | ----                    | ----                  |
| 58 kg | Eva González      | Brenda Palheta Oliveira | Javiera Roco          |
| 63 kg | Janet Sobero      | Munique Calazans        | ----                  |
| 69 kg | Desiree Fuenmayor | Leidy Romero            | Dailane Reis          |
| 75 kg | Andrea Olaya      | Keila Calaça            | Isidora Dìaz Martínez |